# WASP-121
WASP-121 è una stella di classe F V con raggio pari a una volta e mezzo il Sole, situata nella costellazione della Poppa a 850 anni luce di distanza.

## Sistema planetario
In orbita attorno a WASP-121 è situato un pianeta gigante gassoso a una distanza di 3,7 milioni di chilometri dalla stella, pari a 40 volte di meno rispetto alla Terra dal Sole, raggiungendo temperature tra i 2500 e i 3000 gradi. Originariamente a temperature così alte si pensava che l’atmosfera dovesse avere conformazioni semplici, perché troppo alte per formare certi composti, ma con gli studi di questo pianeta, iniziati nel 2015, si è rivelata alquanto complessa. Nel 2020 un team internazionale di ricercatori, comprendente l’INAF di Firenze, le Università di Berna e di Ginevra, ha utilizzato lo spettrografo HARPS del Telescopio di 3,6 metri dell'ESO per compiere degli studi sull’atmosfera. Mediante tre transiti sono stati rilevati sette metalli allo stato gassoso, quali vanadio, magnesio, ferro, cromo, nichel, sodio e calcio. In degli studi pubblicati in precedenza si era ipotizzato che la presenza di molecole contenenti vanadio fosse la spiegazione della complessa atmosfera, ma, successivamente, con la condizione dell’assenza di un metallo più comune, quale il titanio e dalle osservazioni sono state confermate queste ipotesi. I risultati di queste ricerche introducono gli studi che si potranno fare sulla chimica dei pianeti con l’arrivo dei futuri grandi telescopi.
Uno studio del 2025 è arrivato a studiarne la struttura tridimensionale dell'atmosfera, rivelando la presenza di venti separati nei diversi strati.

### Prospetto del sistema
| Pianeta | Tipo           | Massa   | Raggio   | Periodo orb. | Sem. maggiore | Incl. orbita | Scoperta |
| ------- | -------------- | ------- | -------- | ------------ | ------------- | ------------ | -------- |
| b       | Gioviano caldo | 1,18 MJ | 1,865 rJ | 1,275 giorni | 0,0254 au     | 87,6°        | 2015     |